# 海兵隊

インドネシア海兵隊の紋章。海軍同様に船の錨が象徴として世界中で用いられる(そもそも海兵隊は海軍傘下の組織であることが殆どである)。

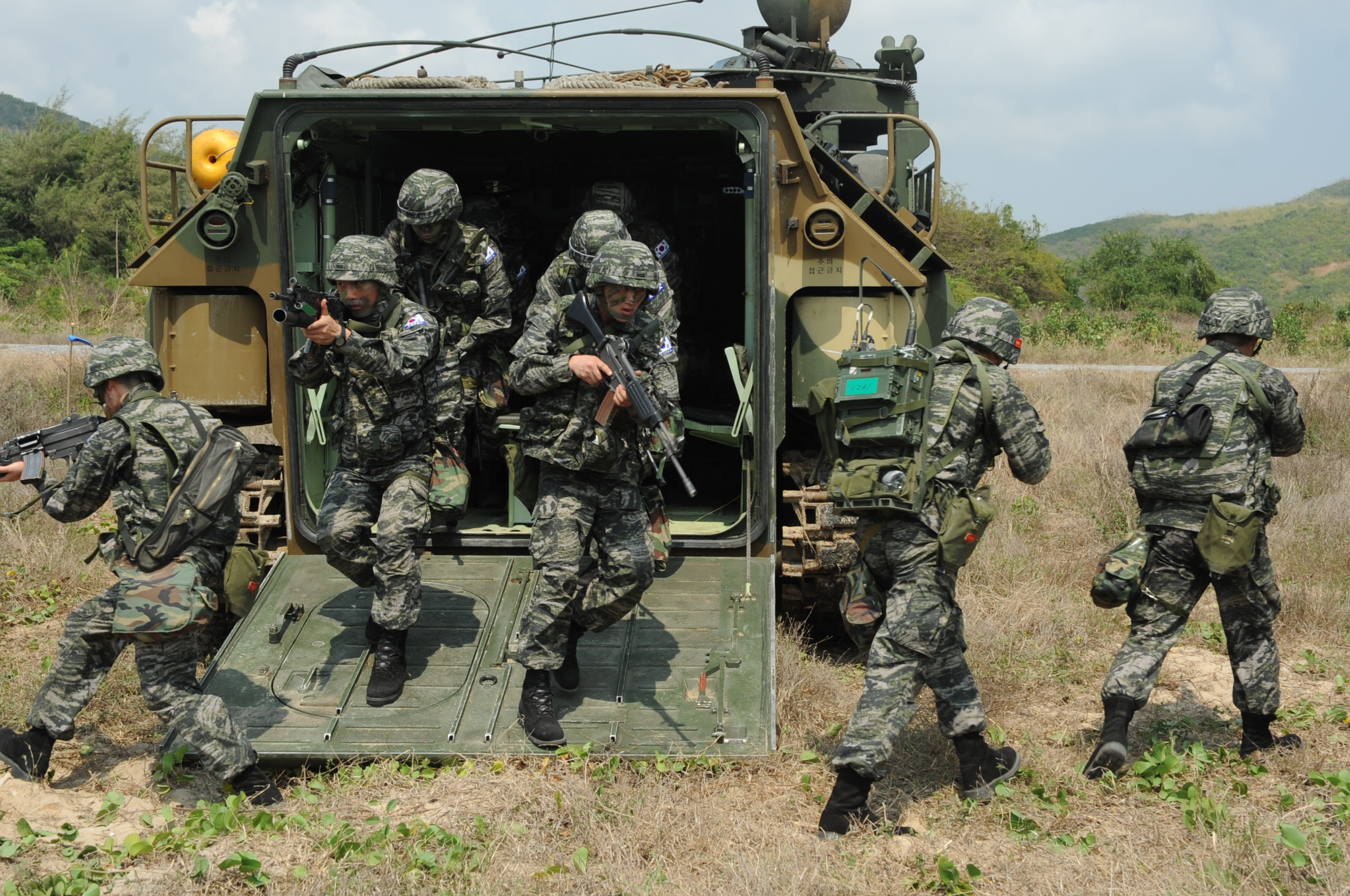
AAV7から下車する大韓民国海兵隊

海兵隊（かいへいたい、英: Marine）は、陸戦兵器の取り扱いを専門とした将兵によって構成された、海上勤務のための軍事組織。
漢字文化圏の中華人民共和国と中華民国（台湾）では陸戦隊と訳され、日本語でも中国人民解放軍海軍陸戦隊及び中華民国海軍陸戦隊と表記されることがある。一方、日本においては旧日本海軍の下に組織されていた海軍陸戦隊のように、本来は艦艇の運航を本務とする水兵によって編成された陸上戦闘部隊を「海軍陸戦隊」と称し、欧米のMarineに相当する陸戦本分の海兵隊とは区別されていた。しかし、両者を混同した記述も多く見られる。それに対して欧米の陸戦隊（landing party）は、艦船に配属された海兵隊員と艦船の乗組員である水兵により編成される。
一部の国（スペイン語圏諸国やロシア）の組織については海軍歩兵の語が充てられている。

## 歴史

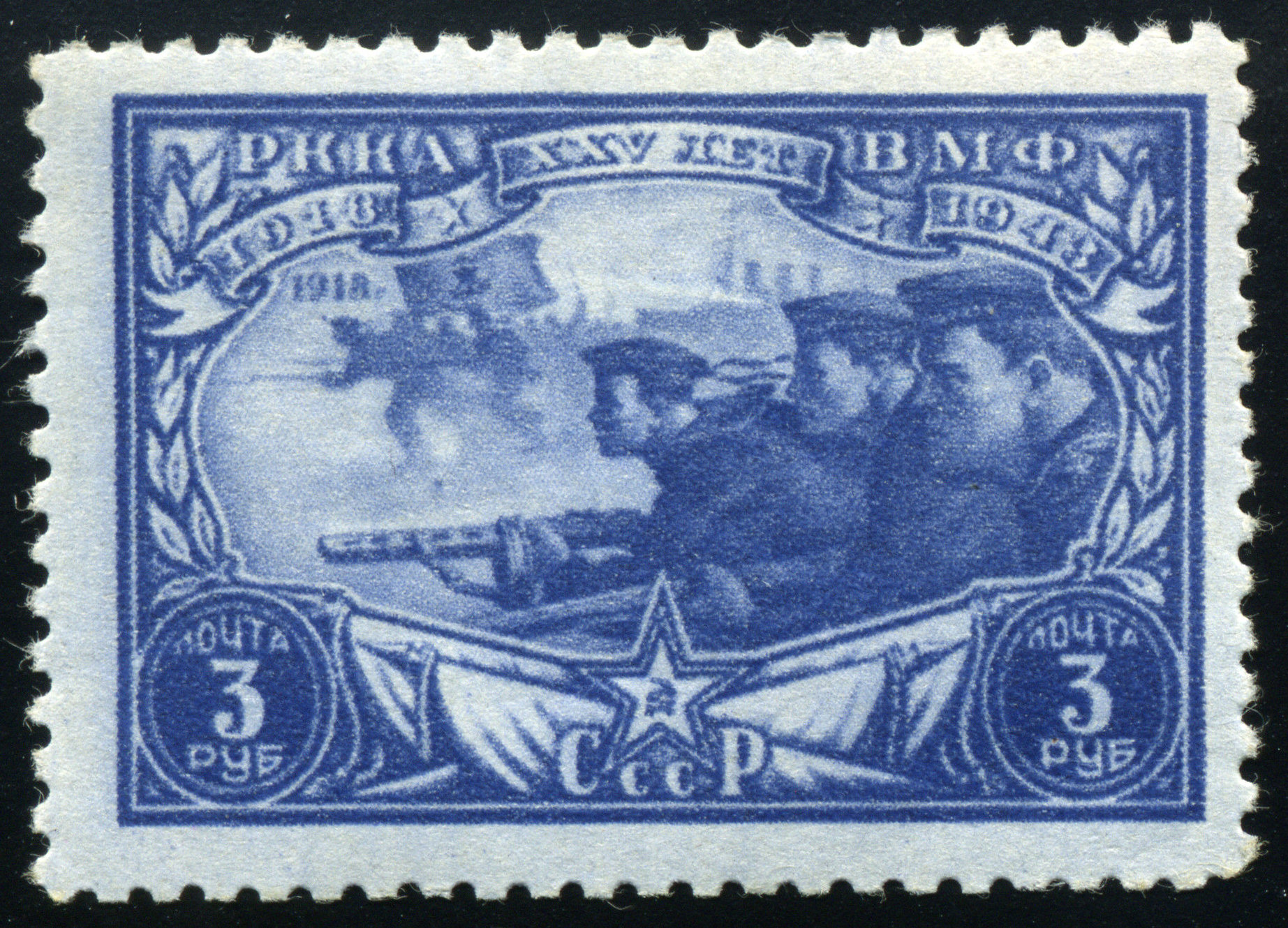
1943年にソ連で発行された郵便切手。イラストはソ連海軍歩兵。

中世ヨーロッパの艦船には敵の船体を破壊するような艦砲は装備されておらず、初期の海軍は実質的に陸上部隊を運ぶ輸送船団であり、この時代の海戦とは兵士を乗せた船同士が遭遇した際に行なわれる接舷戦闘であった。艦船に大口径砲が装備されて水上艦同士の砲撃戦が行なわれるようになり、海軍が常設の海上戦闘組織になると、接舷戦闘や目的地での上陸戦闘を行なうために、陸軍が艦船に配属する専用部隊を設けたり、海軍が歩兵部隊を組織するようになった。これが海兵隊の始まりである。現在でも海兵隊の所管が海軍（アメリカ海兵隊は海軍とともに海軍長官の管轄）であるか陸軍なのか、あるいはどちらにも属さない独立した軍組織なのかは国によって異なるが、そうなっている経緯についてはそれぞれの国に於いて紆余曲折がある。世界で最も古い歴史を持つのは1537年設立のスペイン海兵隊である。
古い海兵隊が創立されたのは16世紀から17世紀であるが、当時の艦艇乗組員は士官の一部を除いて軍人ではなく、制服も存在しなかった。一方、海兵隊は艦艇に配属された歩兵であり、当時の海兵隊の規則や制服は陸軍の歩兵に準じていた。ヨーロッパ各国の陸軍に制服が導入されたのは17世紀だが、海軍士官に制服が制定されたのは18世紀中頃であり、水兵はアメリカ海軍が1841年、イギリス海軍は1850年代（1853年や1857年等諸説がある）であった。このような経緯から、その後古い海兵隊を手本に創設された部隊も含めて、軍律や制服が海軍より陸軍のものに近い組織が多い。
艦砲等の対艦兵器が発達していなかった時代は接舷戦闘が海戦において大きな位置を占めており、海兵隊はその任務を担っていた。また当時の艦船では乗り組んで操船に当たる水夫は国王に忠誠を誓った兵士ではなかったので、艦内の規律維持が海兵隊のもう一つの主要な任務であった。また、欧米が海外に多くの植民地を抱えるようになると、原地民による暴動が発生した際には、派遣された艦船から上陸してこれを鎮圧するという任務の比重が増していった。この場合、海兵隊員に加えて艦船乗組員からも要員を抽出し、陸戦隊を編成していた。そのようなことから、水夫に接舷戦闘や陸戦隊の編成に備えた教育・訓練を施すのも海兵隊員の日常業務の一つであった。
19世紀後半になると、対艦兵器が発達したために正規海軍同士の接舷戦闘は行われなくなった。また、艦艇乗組員が軍人と扱われるようになったので、艦内警備も海兵隊員が行う必要性は無くなった。そのため、フランスの海兵隊は植民地警備隊として海外へ固定配置されるようになり、アメリカ海兵隊は相手船への乗り込みが必要な海賊取り締まりにその存在意義を保っていた。
帆船時代は船団がまとまって行動できなかったため、敵地へ侵攻する場合は敵兵力のないところへ上陸し、部隊が集合してから進軍するのが普通であったが、動力船の出現で船舶が自在に運動できるようになると、敵前への強襲上陸が可能となった。第一次世界大戦では、ガリポリの戦いなどの強襲上陸作戦が行われたが、装備や戦術が未熟だったために成功はしなかった。大戦後、アメリカや日本（陸軍）でその戦訓が研究され、1920年代には水陸両用作戦の概念が生まれた。そして、アメリカでこの任務を担うことになったのはアメリカ海兵隊であった。
現代の海兵隊は、水陸両用作戦や強襲作戦など陸海空の兵力を連携した統合作戦を主任務とするアメリカタイプのほか、イギリス、オランダ、イタリア海軍などのような緊急展開部隊や特殊部隊となっているものもある。韓国、台湾、フィリピンなどの海兵隊は米海兵隊を模範としており、また、インドネシアも地勢的な必要性から相当規模の水陸両用戦部隊だが、自国領内に侵攻してきた敵部隊の背後に奇襲をかける逆上陸作戦を念頭に置いている関係で、特殊部隊としての任務にも力を入れている。また、ロシア海軍、スウェーデン海軍、フィンランド海軍のように、沿岸や海岸線の防衛に注力するタイプも存在している。このタイプは沿岸砲や沿岸要塞、地対艦ミサイル部隊も指揮下に置くことがあり、沿岸砲兵隊と称する国も存在した。
近年は、いわゆるミニ国家（とくに、アンティグア・バーブーダやカーボベルデといった島嶼国）における地上軍の再編に際して、従来の軽歩兵中心の部隊から、各国の海兵隊を模範とした緊急即応部隊に転換する動きが見られる。また、バハマやモルディブのように、海兵隊を地上軍の主力としている島嶼国もある。

## 階級
海兵隊は海軍の陸上戦闘部隊であるが、階級呼称は基本的に陸軍のそれに準ずる。よって、海兵隊の将官は提督ではなく将軍である。
なお、日本語では一般的に軍隊の階級呼称は「陸軍大将」のように軍種と階級を組み合わせて呼ぶが、海兵隊員の階級は「海兵大将」のように「隊」の字が削られる。明治期に存在した大日本帝国海軍海兵隊はこの表記である。ただし、第二次世界大戦後、特にアメリカ海兵隊の階級呼称については「海兵隊大将」のような表記も見られる。

## 各国の海兵隊
本来の海兵隊は海上勤務の歩兵部隊であるが、本項では、海軍の陸戦隊や沿岸砲兵から改編された部隊や陸軍の水上機動部隊など、水陸両用戦や臨検といった海兵隊と同様の任務を担う部隊も挙げる。

### アメリカ合衆国

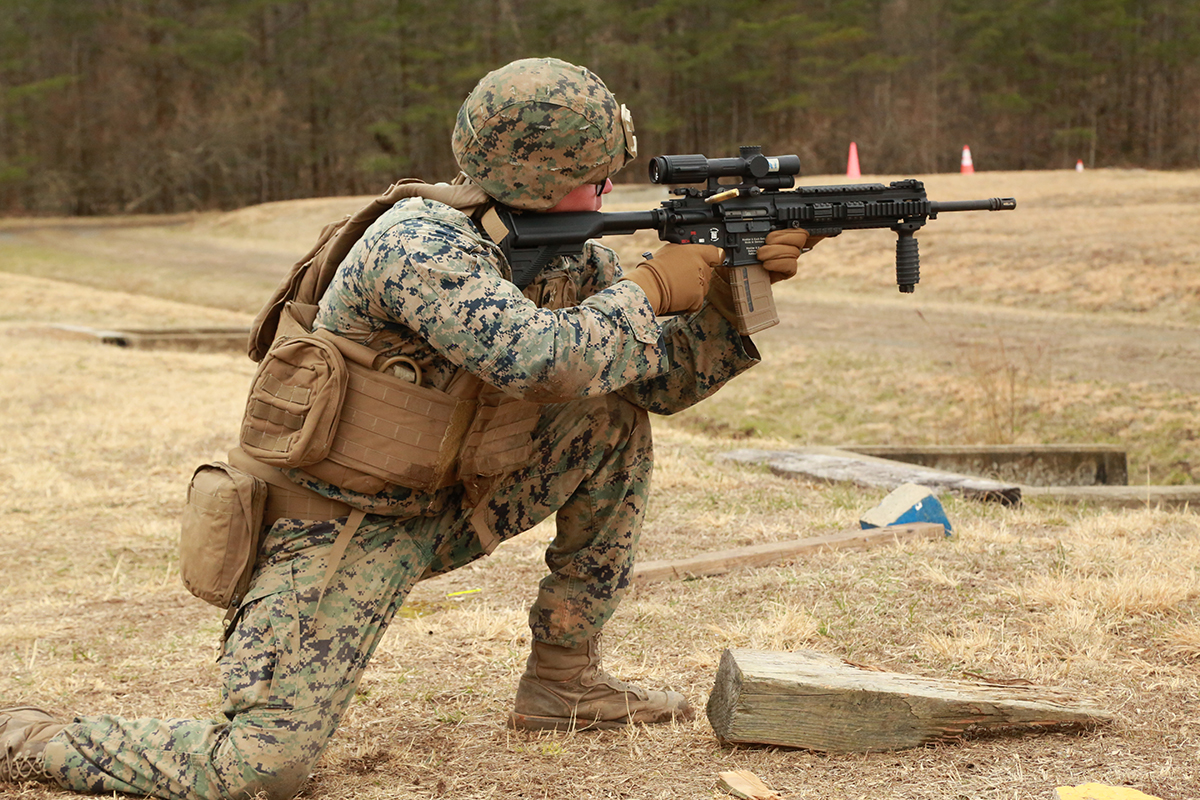
M27 IARで射撃を行うアメリカ海兵隊

アメリカ海兵隊の出発点はアメリカ独立戦争の際、イギリス軍と戦うために酒場で募兵を行い、整備された大陸海兵隊である。独立戦争後には予算削減のため、アメリカ海軍と共に廃止されたが再編され、その後も平和な時代には何度も廃止の危機にあったものの、海賊退治や税関の強行摘発、沿岸警備隊などに協力して存続した。
現在のアメリカ海兵隊は上陸作戦、即応展開などを担当する外征専門部隊であり、独自に戦闘機、戦車などを保有し、海軍の強襲揚陸艦により水陸両用作戦を行って橋頭堡を作ることができる。世界の海兵隊の中で唯一、独立した軍となっており、現在のアメリカ6軍では陸軍、海軍、空軍に次ぐ4番目の規模である。但し、管轄は海軍長官の下となっている。また、陸海空軍には元帥位があるが、海兵隊の階級には元帥位が設定されていない。アメリカ海兵隊はヘリコプターのほか、戦闘機や攻撃機による独自の航空部隊を保有し、他軍に依存せず航空支援を要する任務を実施できる。また、ホワイトハウスや在外米国大使館での警備及び儀仗任務も担当しており、大統領専用ヘリの運用も担当する。
第二次世界大戦の上陸作戦でも活躍しており、海兵隊の主任務は水陸両用作戦であるが、ベトナム戦争においても活躍した。徴兵制が実施されていたベトナム戦争当時でも、アメリカ海兵隊に関しては全員志願兵だった。
陸海空軍と同じく、海兵隊も出撃自体には議会の承認を必要としないが、戦争権限法によれば、事後48時間以内に下院議長と上院臨時議長へ書面で報告するとともに、議会による宣戦布告か承認がなされない場合、議会への報告後60日以内の戦闘のみ認められ、さらに30日以内の撤兵が義務づけられている
アメリカ海兵隊は、やや旧式でも実戦的で信頼性に富む兵器を長期間使用する傾向があり、常に陸軍よりも旧式の装備を与えられてきた歴史がある。

### イギリス

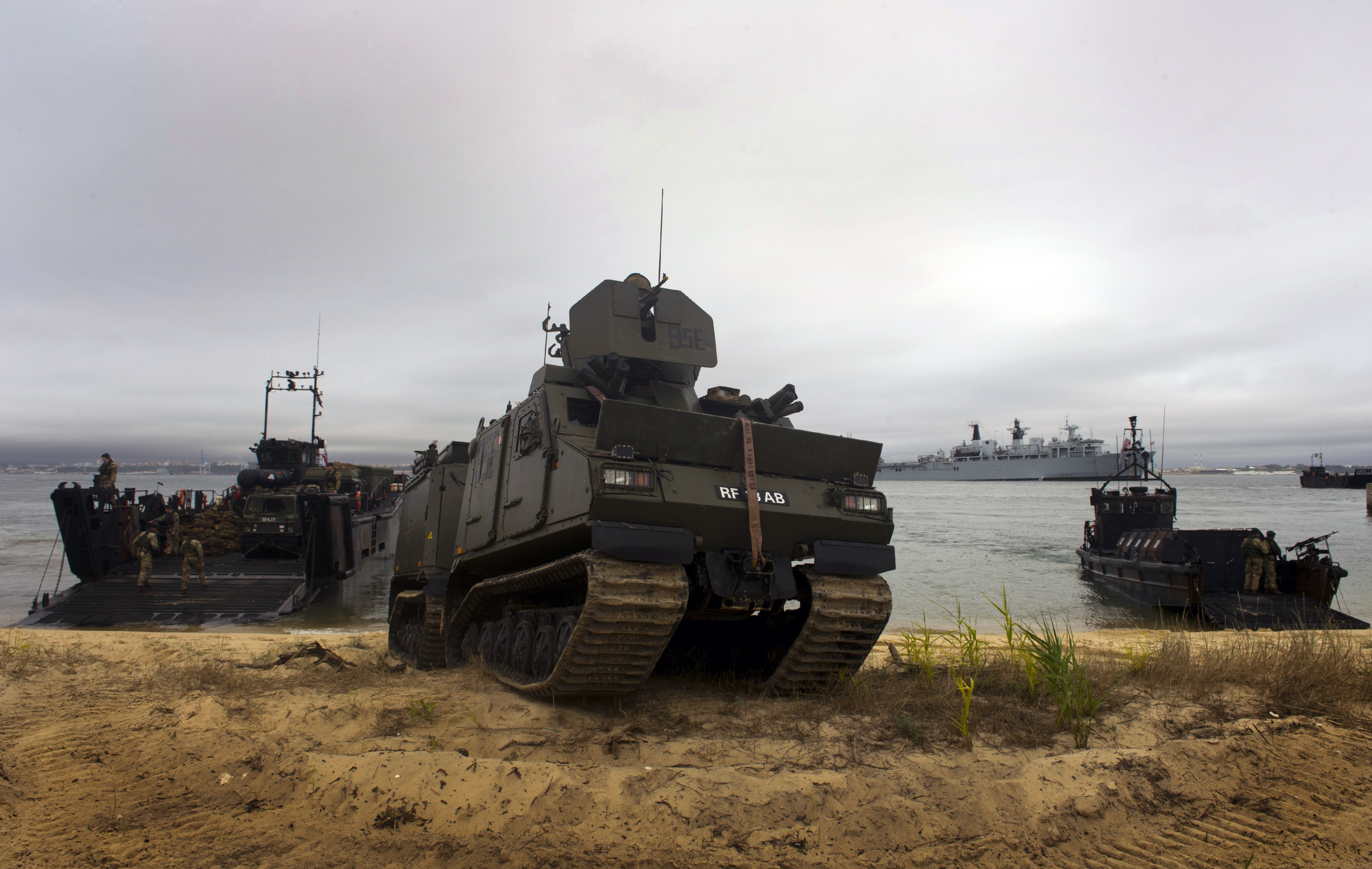
イギリス海兵隊のLCVPとLCUから上陸するBvS 10

イギリス王室海兵隊（ロイヤルマリーン）は、1664年に“ロードジェネラル近衛歩兵連隊”（The Lord General's Regiment of Foot Guards / 現コールドストリームガーズ）の兵士500名が海上勤務を命じられ、“ヨーク及びオールバニ公海上歩兵連隊” (Duke of York and Albany's Maritime Regiment of Foot) が編成されたのが始まりである。従来、敵船へ乗り移っての白兵戦や、船上からの射撃のため、必要に応じて陸軍部隊が乗り組んでいたが、同連隊は艦船乗り組み専用の歩兵部隊となった。当時の海兵隊は、船上での戦闘の他に、軍艦幹部の護衛や当時は軍人ではなく水夫であった艦船の操船要員の風紀維持なども任務としていた。また植民地の獲得では港湾の占領や警備にも従事した。
現在のイギリス海兵隊は、狭義のイギリス海軍（Royal Navy）その他の組織と並んで、広義のイギリス海軍（Naval Service）を構成する。イギリスにおいては沿岸警備隊が捜索救難任務に特化しているため、海軍が海上での警察権行使を担当する。海上警備では、強行接舷を実施するため、海兵隊はその中核となって活動する。イギリス海兵隊のSBS（特殊舟艇部隊）は特殊部隊として活動している。

### イタリア
イタリアには、本国の沿岸及び島嶼部の防衛を任務とする陸軍第1軍団ポッツォーロ・デル・フリウーリ騎兵旅団に属するラグーン両用戦連隊（Reggimento lagunari "Serenissima"）がある。

### インドネシア
インドネシア海兵隊は独立戦争中の1945年に創設された。大小1万8,000の島から成るインドネシアでは、両用戦部隊が重視されており、東南アジア屈指の兵力22,000名を誇り、強力な装甲兵力も有している。海軍の指揮下にあり、2001年の改編後は、3個海兵大隊と機甲連隊や砲兵連隊から成る2個の海兵旅団と、海兵歩兵3個大隊の独立海兵旅団1個の編成と成っている。
また、インドネシア海軍には1971年に設立された特殊作戦大隊が置かれている。この部隊は偵察部隊が強化されたもので、特殊舟艇や潜水艦、航空機による潜入作戦を行う。

### オランダ
オランダ海兵隊は、第二次英蘭戦争中の1665年に、ミヒール・デ・ロイテル提督の下で艦上陸戦部隊として創設され、メドウェイ川襲撃に参加して活躍した。その後幾度か解隊と再編を繰り返し、現在は旅団規模の兵力となっている。

### スウェーデン
スウェーデン海軍は沿岸防備のために海軍沿岸砲兵隊を保有していたが、冷戦終結に伴い2000年に水陸両用軍団へと改編した。当初は5個連隊であったが、その後1個連隊にまで縮小されている。

### スペイン

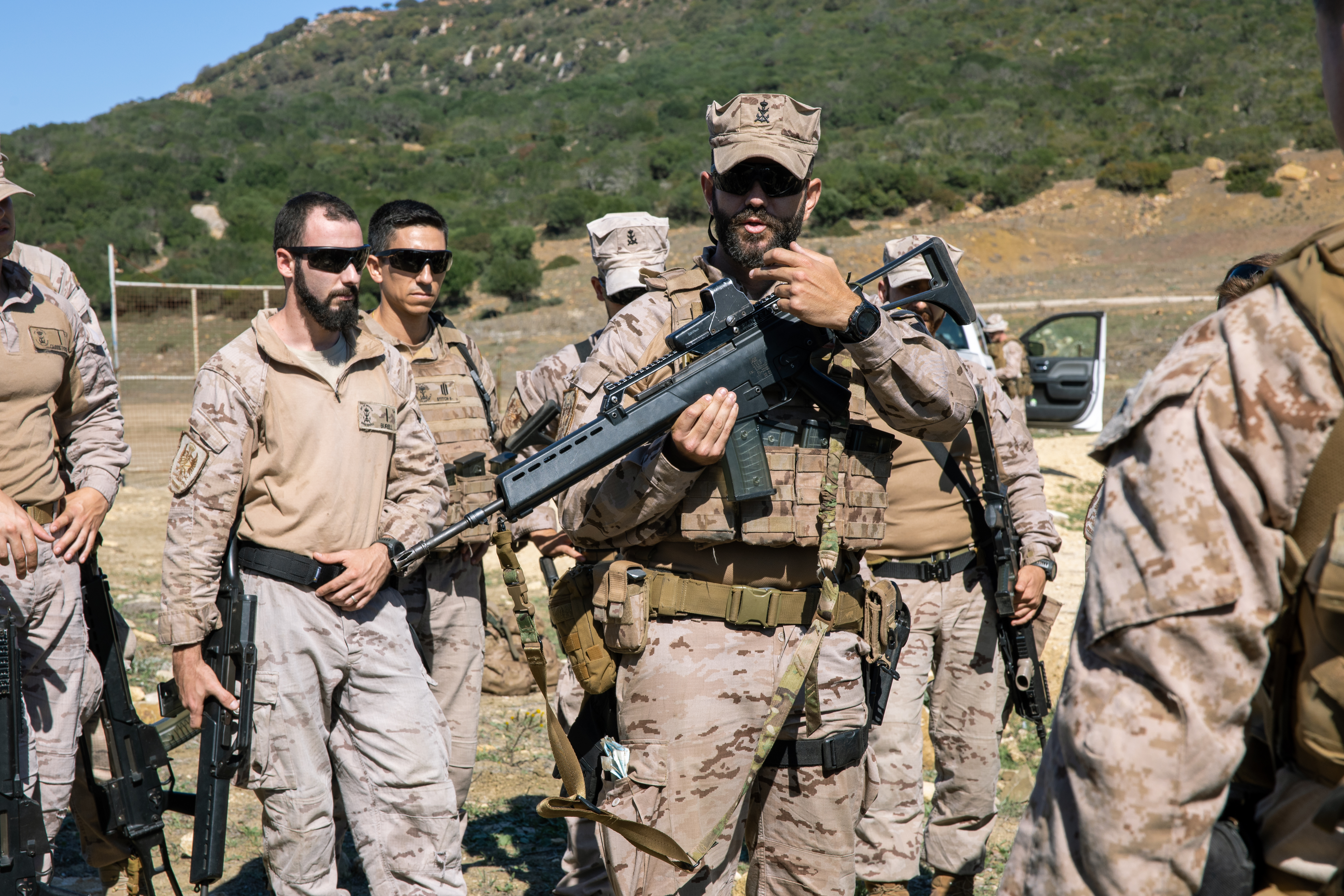
G36を持つスペイン海兵隊

スペイン海兵隊は、1537年に設立された最古の海兵隊である。現在は海軍戦闘部隊総司令部の指揮下にあり、両用作戦の他に基地等の警備任務にも当たっている。

### タイ王国
タイ王国海兵隊は1833年に創立された、アジアばかりでなく、世界的にも古い海兵隊の一つである。1951年に海軍へ編入され、1955年の改編により、海軍の基幹部隊の一つと位置づけられた。また、タイ王国海軍には、特殊作戦部隊であるタイシールズも置かれている。

### 大韓民国
大韓民国海兵隊（英語: Republic of Korea Marine Corps, ROKMC、朝鮮語: 대한민국 해병대）は1949年に設立された大韓民国海軍の隷下の海兵隊である。

### 中華民国
中華民国海軍に属している。中華民国海軍陸戦隊（中国語: 中華民國海軍陸戰隊; 英語: Republic of China Marine Corps, ROCMC）が正式名称である。

### 中華人民共和国
中国人民解放軍の海兵隊は、人民解放軍海軍に所属する海軍陸戦隊である。人民解放軍海軍陸戦隊は7個旅団あり、比較的規模が大きい。また、人民解放軍陸軍も独自の上陸作戦部隊を保有しているが、海兵隊や海軍歩兵とは称していない。

### ドイツ
ドイツ帝国にはプロイセン王国海兵隊を前身とした海兵大隊（Seebataillon）と呼ばれる海軍歩兵部隊が存在したが、第一次世界大戦敗戦後のヴァイマル共和国の時代に解散を余儀なくされた。その後、ナチス・ドイツの時代には海軍総司令部（OKM）直属の海軍歩兵部隊として海軍突撃歩兵中隊と呼ばれる部隊が編成されている。
第二次世界大戦後のドイツ連邦共和国（西ドイツ・統一ドイツ）では、何度か海軍歩兵部隊・海兵隊に相当する部隊の設置が行われている。1958年に設置された水陸両用群は1959年より海兵大隊と改称され、1965年に解散した。その後、1997年に設置された海軍専門任務部隊(SEK M)、2005年に設置された海軍警備部隊（MSK）が海軍歩兵部隊・海兵隊の役割を担っていた。2014年4月、MSKの規模を拡大する形で新たな海兵大隊が設置され、これと共にSEK Mも解散している。
ドイツ民主共和国（東ドイツ）ではこうした海軍歩兵部隊・海兵隊の編成は行われなかったが、地上軍に所属するいくつかの自動車化狙撃兵連隊で水陸両用作戦の訓練が行われていた。

### 日本

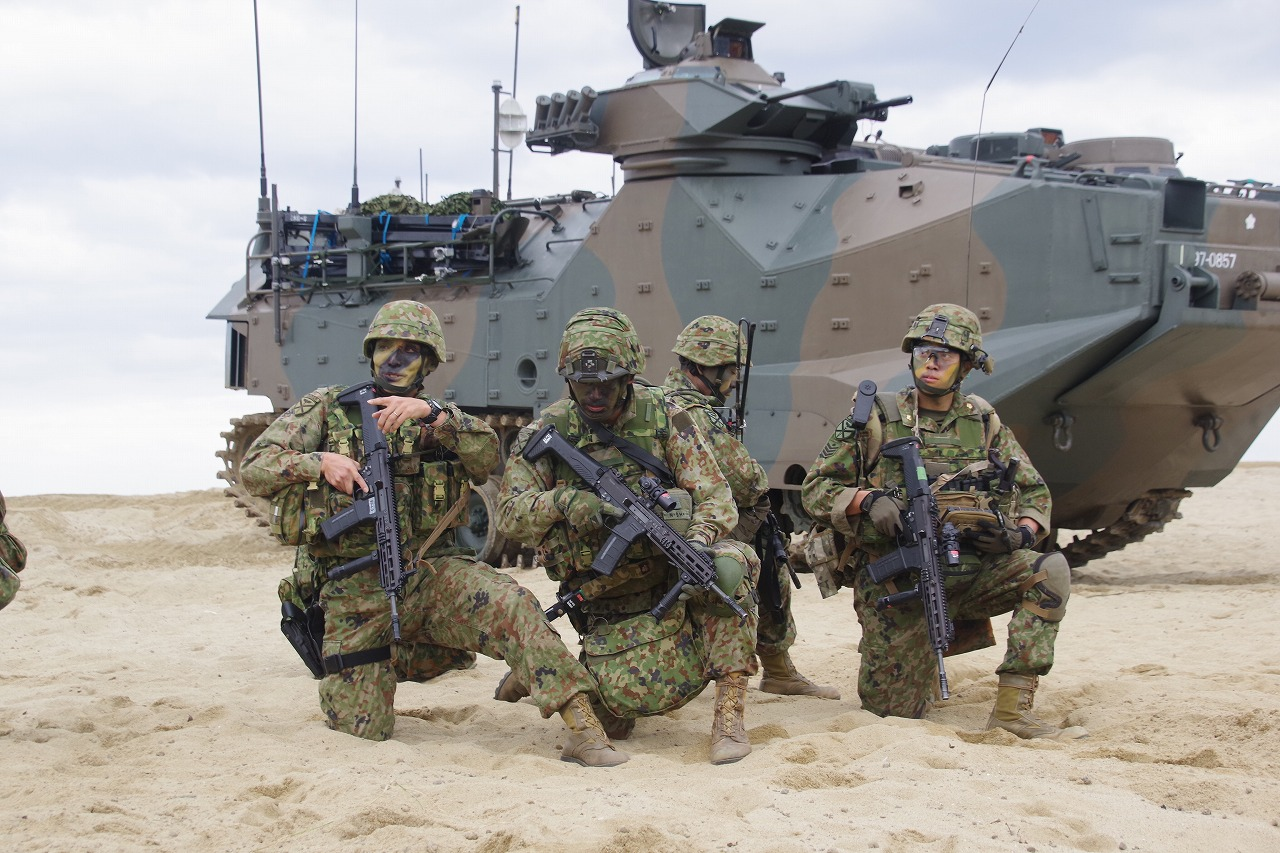
AAV7を背後に展開する20式小銃を持った水陸機動団隊員

日本で初めての海兵隊組織は、幕末に創設された幕府海軍隷下の“マリニール”である。マリニールはオランダの制度に倣った兵種で、各軍艦に配属されていた。幕府海軍の軍艦乗組員は下士官級までが士分であり、現在の水兵に相当する人員には専門の船乗りや職人が充てられたのに対し、マリニールは幕府陸軍と同じく一兵卒に至るまで士分の者から採用された。第二次長州征討の大島口の戦いの際には、富士山丸艦長の肥田浜五郎とともに同艦のマリニールも上陸したものの、同時に上陸した伊予松山藩軍から要請された艦砲射撃を指揮するため肥田が帰艦することになり、これとともにマリニールも艦に戻ったため、実際の戦闘には加入していない。
旧日本海軍も1871年（明治4年）から1876年（明治9年）の間だけ、イギリス海軍の“マリーン”を模した「海兵隊」という名の戦闘部隊を保有していた。歩兵科（海軍歩兵）、砲兵科（海軍砲兵）、楽隊、鼓隊で構成されていたが、当時の日本軍はまだ海外派兵を行えるような規模に無く使用目的が不明確であり、国家財政の逼迫から廃止となった。海兵隊廃止後は必要に応じて艦艇の乗組員を武装させ、臨時に陸戦隊を編成した。のちに陸上戦闘専門の特別陸戦隊を創設し館山砲術学校で兵員を育成したが、上陸戦部隊というよりも占領地の警備部隊としての性格が強いもので、上海海軍特別陸戦隊などがある。また太平洋戦争（大東亜戦争）末期では、多くの海軍将兵が地上戦要員として港湾や飛行場の守備にあたった。1940年（昭和15年）ころには陸戦隊関係者から海兵隊復活の提言もされていたが、採用されなかった。
旧日本陸軍では、船舶部門の中心地の宇品港（現広島港）付近に所在する第5師団（司令部：広島県広島市）が、上陸戦部隊としての性格をもっていた。日本陸軍は「特殊船」と呼んだ揚陸艦や上陸用舟艇である「大発動艇」など多くの船舶機材、船舶工兵や船舶砲兵などの専門部隊（陸軍船舶兵）を保有しており、海上機動力は諸国の陸軍と比較して大きかった。第二次世界大戦中には、敵前上陸専門部隊である海上機動旅団や、「海洋師団」と呼ばれる限定的な上陸作戦機能を有する歩兵師団なども編成した。
太平洋戦争（大東亜戦争）後に旧軍が解体され、旧海軍の残務処理を担った厚生省第二復員局残務処理部において吉田英三元海軍大佐を中心に軍備再建計画が開始されたが、その計画の中で構想された新海軍の中に海兵旅団を1個旅団（8000人）創設し、被占領本土奪還揚陸作戦や島嶼奪還作戦に投入するとされていた。
また、自衛隊創設後の1968年（昭和43年）6月の小笠原諸島返還を機に自衛隊に海兵隊を創設することが検討され始め、後に西部方面総監となる中島直臣を中心に海兵隊に関する勉強が行われたが、海兵隊構想は頓挫したという。
1980年（昭和55年）、前陸上幕僚長の永野茂門は、陸上自衛隊に海上機動旅団を創設することを提唱していた。
陸上自衛隊の第13旅団（広島県海田町）は、海上自衛隊との連携によりLCACホバークラフト揚陸艇等に乗り込む訓練を行うなど、15ある師団、旅団の中において海上機動力を高めた部隊である。また、陸上自衛隊の離島防衛部隊である西部方面普通科連隊（現 第1水陸機動連隊）は、アメリカ海兵隊武装偵察部隊に類似した部隊であり、定期的に米海兵隊から直接指導を受けており、共同訓練の回数が近年増加している。
2010年（平成22年）5月23日、石破茂は、フジテレビの『新報道2001』で「将来的に日本のような島国に海兵隊がないのはおかしなことだと思っている」と発言している。
2013年（平成25年）4月に自民党が防衛計画の大綱の叩き台として作成した「新防衛大綱策定にかかわる提言」では、自衛隊に海兵隊のような機能を持たせることが盛り込まれ、防衛省も離島奪還部隊の創設を検討した。その結果、同年12月に策定された防衛計画の大綱（25大綱）の中に、陸上自衛隊の新編の部隊として、日本版海兵隊とも言える水陸機動団の創設が明記され、準備期間を経て2018年（平成30年）3月27日に発足した。

### ノルウェー
ノルウェー海軍は、海軍猟兵隊中隊、沿岸猟兵隊及び、機雷戦小隊から成る沿岸猟兵部隊を保有している。海軍猟兵隊中隊は「海軍コマンドー中隊」とも呼ばれる特殊部隊で、編成の詳細は非公開だが、イギリスのSASを範としているとされている。沿岸猟兵隊は沿岸砲兵部隊が改編された部隊で、隊員はコマンドー課程を経ており、襲撃艇などを装備している。機雷戦小隊は機雷の水中処分を主任務とするフロッグマン部隊だが、水路偵察や障害除去などの上陸支援も行う。

### フィリピン
フィリピン海兵隊（Philippine Marine Corps）は、1951年にアメリカ海兵隊の支援下で準備部隊が編成され、1955年に最初の大隊が編成された。群島国家であるフィリピンに於いて両用戦部隊は重視されており、海兵隊は艦隊司令部と並ぶフィリピン海軍の基幹部隊と位置付けられている。人員も、海軍総兵力24,000名のうち8,300名を占める。更に、海兵隊を支援する部隊として、アメリカ海軍特別設営隊シービーに範をとった“シービー海軍工兵旅団”が存在する。

### フィンランド
フィンランドは沿岸防備及び水陸両用戦のために、ウーシマー旅団と沿岸砲兵隊を保有している。冷戦終了後、スウェーデンが大規模な軍縮を行ったため、スカンジナビア半島最大の両用戦兵力となっている。
ウーシマー旅団は、陸軍管轄の時期もあったが、現在は海軍の所管である。兵力は1500名で、陸戦兵器のほか、揚陸艇や対艦ミサイルを装備している。
海軍フィンランド湾防衛司令部麾下の沿岸砲兵隊は、固定沿岸砲を運用する。

### フランス
フランス海兵隊（Troupes de marine）は現在陸軍の所属となっており、海軍はフランス海軍コマンドー部隊（Force maritime des fusiliers marins et commandos通称FORFUSCO　フュージリア海兵作戦コマンドと訳されることもある）を保有している。
Troupes de Marineは1622年にリシュリューにより創設された本来の海兵隊で、当初は同時代の他国の海兵隊と同様に艦上勤務を専門としていた。その後植民地警備が主任務となり、1900年には陸軍に移管されたが、各地の植民地が次々に独立していったために、大半の部隊は本国へ帰還した。歴史的経緯から「海兵」と名乗っているもので、標準的な陸軍部隊となっている。部隊は歩兵8個連隊と6個大隊、落下傘歩兵4個連隊、砲兵3個連隊、戦車2個連隊、1個混成連隊からなる。第9海兵軽機甲旅団を中心に陸軍の主要な戦闘旅団にも海兵連隊が配備されているほか、多数の連隊ないし大隊がフランス領ギアナやフランス領ポリネシアなどの海外領土及びジブチやガボンなどの旧フランス領アフリカ諸国に展開しており、かつての植民地の防衛、警備任務の伝統を継いでいる。海外領土に展開している部隊の場合は、現地住民も入隊できる。
一方FORFUSCOは、基地と艦艇の警備を担当するために水兵によって編成された陸戦隊を起源とする海軍フュージリア（Fusilier marin）と、第二次大戦中のコマンド部隊を起源とする海軍コマンド（Commando marine）を傘下に収める形で編成された海軍系特殊部隊である。海軍コマンドの人員は海軍フュージリアから補充される。

### ベトナム
ベトナムでは両用戦部隊として、海軍歩兵旅団が海軍に配属されている。同旅団は海軍歩兵大隊と両用軽戦車大隊から成り、兵力は27,000名である。また、海軍は歩兵旅団とは別に、地対艦ミサイル部隊として第679沿岸ミサイル連隊も保有している。

### ロシア

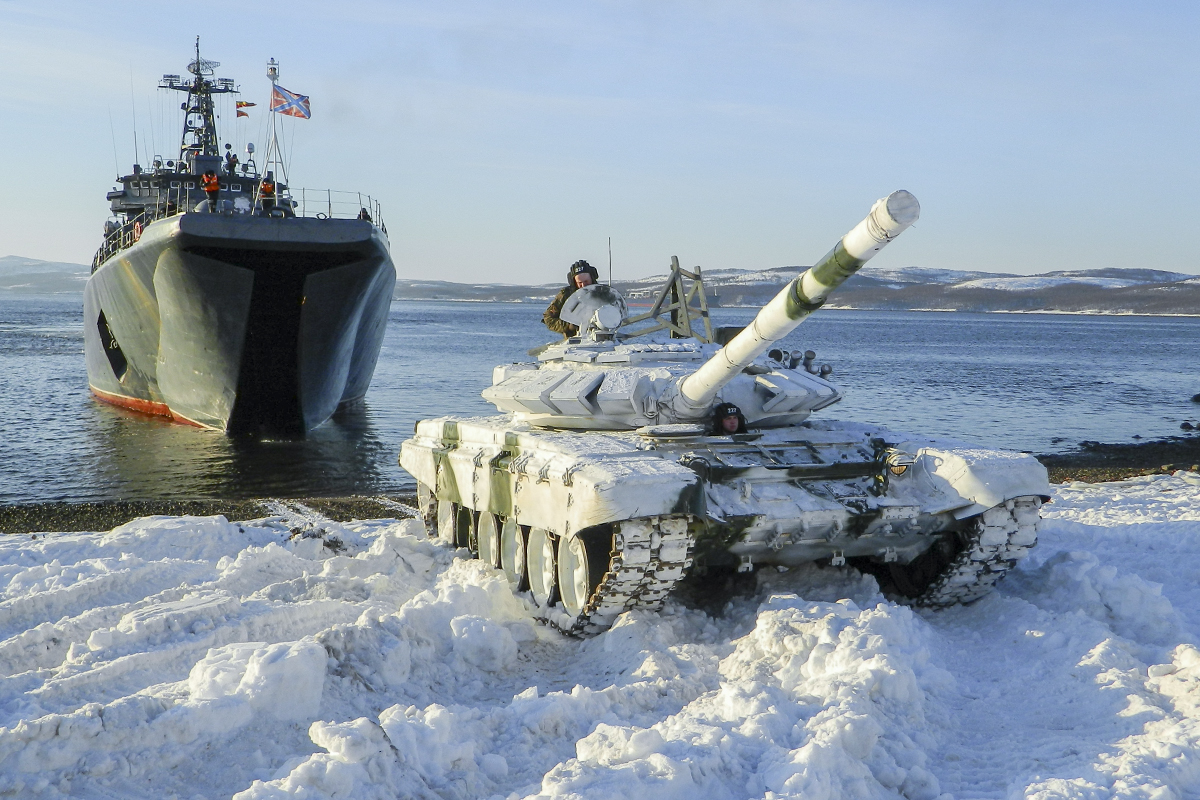
ロシア海軍歩兵のロプーチャ級揚陸艦から上陸するT-72

ロシア海軍の歩兵部隊は、日本語で「海軍歩兵」（Морская пехота）とも呼ばれる。もともとロシア海軍は、陸軍を補佐する沿岸防衛海軍という考え方が強く、海軍歩兵も地上部隊の一つとして地対艦ミサイル、長距離砲、沿岸レーダーを装備して海軍の支援任務に主眼が置かれている。艦艇を失った海軍軍人を海軍歩兵として運用することが多いため、アメリカ海兵隊のように独立した軍種にはならず、海軍の歩兵部隊という地位に留まっている。緊急即応部隊としては、専ら空挺軍が用いられる事が多い。
ロシアの海軍根拠地が攻撃を受けた歴史上著名な戦いにおいて、洋上での交戦を避けて艦隊を港内に退避させ、乗組員と艦砲は陸戦隊として根拠地の陸上防衛戦に投入した例がいくつか見られる（セヴァストポリ包囲戦 (1854年-1855年)・ペトロパブロフスク・カムチャツキー包囲戦・旅順攻囲戦など）。第二次世界大戦においても、艦艇を失った多くの海軍軍人により地上部隊として海軍歩兵部隊が編成され、陸上での対ドイツ戦に参加したが、戦後、海軍歩兵部隊は廃止された。海軍歩兵部隊が復活したのは1960年代になってからであった。
実戦経験は豊富であり、内陸で行われたアフガニスタン戦争やチェチェン紛争、さらにはウクライナへの全面侵攻においても出動している。また、陸軍、空軍にも存在するスペツナズと呼ばれる特殊部隊も保有している。

### その他の国

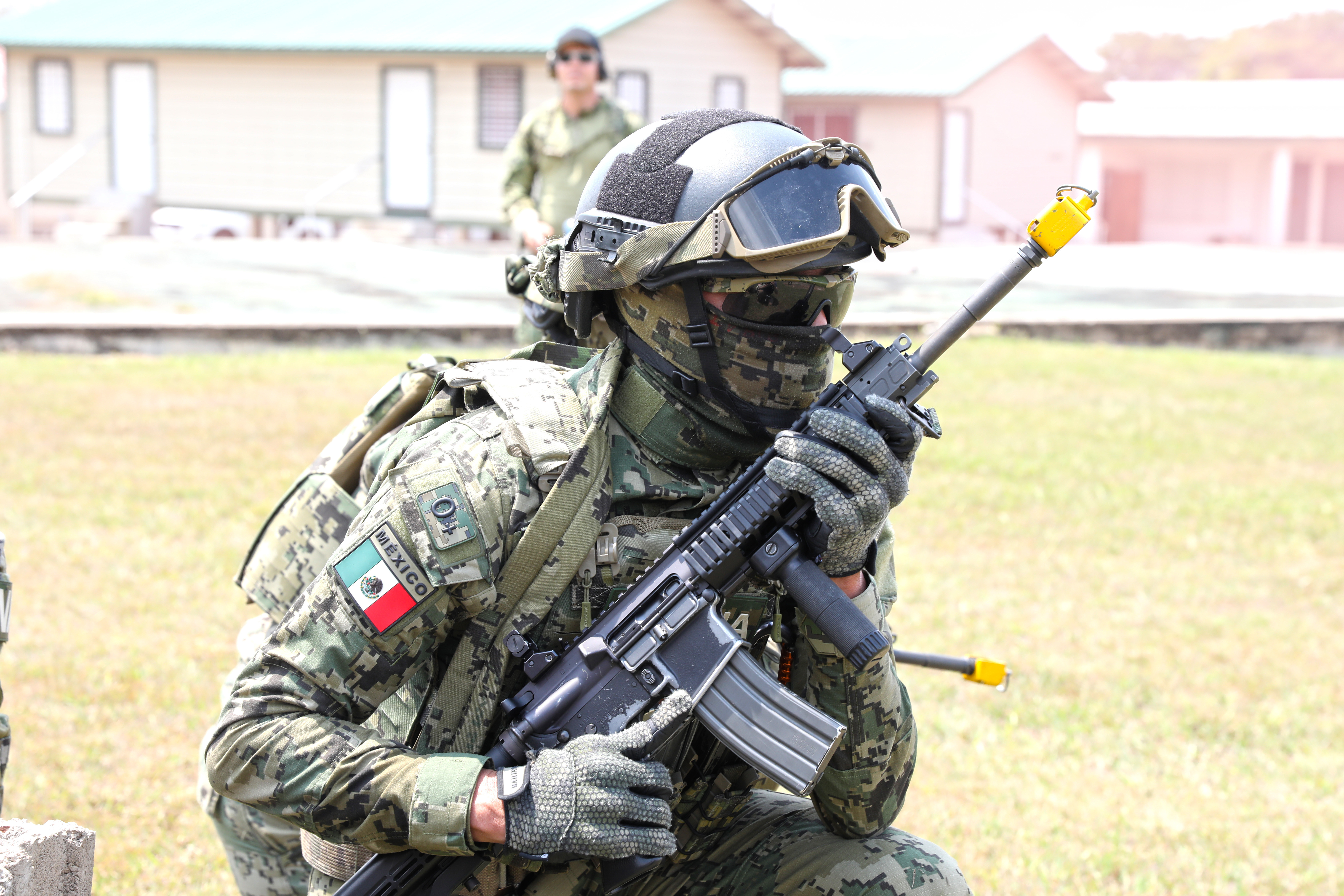
SIG516を持つメキシコ海兵隊

アゼルバイジャン
アゼルバイジャン海軍に属する第641海軍特殊戦部隊が両用戦任務を担っている。

アラブ首長国連邦
アラブ首長国連邦海軍に属している。

アルゼンチン
アルゼンチン海軍に所属している。

イエメン
イエメン海軍に属している。

イスラエル
イスラエル陸軍の第84"ギバティ"歩兵旅団と海軍のシャイェテット13が上陸戦を担っている。

イラク
イラク海軍に属している。

イラン
イラン海軍とイスラム革命防衛隊海軍にそれぞれ所属している。

インド
インド海軍に所属する海兵コマンド部隊(Marine Commando Force)である。

ウクライナ
ウクライナ海兵隊（Морська піхота України）は一つの独立軍種。現在のウクライナ海兵隊は、セヴァストポリに駐屯していた旧ソ連海軍歩兵第880独立大隊（ロシア語: 880-й Отдельный батальон）を基幹にウクライナ海軍傘下の海軍歩兵として編成された。2014年クリミア危機勃発までは、フェオドシヤに駐屯する第1海軍歩兵独立大隊（1-й окремий батальйон морської піхоти）とケルチに駐屯する第501海軍歩兵独立大隊（501-й окремий батальйон морської піхоти）の合計2個大隊が編成されていた。
2015年には、上記の第1/第501海軍歩兵独立大隊のほかにいくつかの支援部隊を加えた第36独立海軍歩兵旅団（36-та окрема бригада морської піхоти）として再編成された。2022年ロシアのウクライナ侵攻真っ只中の2023年には、海軍から独立しウクライナ海兵隊として再編成された。

エジプト
エジプト陸軍の第111独立機械化旅団が水陸両用戦を担当する。第153督戦隊もまた第3海兵コマンド大隊とともに第12海兵コマンド中隊を指揮する。

エクアドル
エクアドル海軍に所属し旅団規模。

エストニア
エストニア海軍に属す水陸両用大隊が上陸戦を担っている。

エルサルバドル
エルサルバドル海軍に所属し、海兵隊と海軍コマンドを有する。

オーストラリア
オーストラリア陸軍のロイヤル・オーストラリア連隊第2大隊が両用戦任務を担っている。

カーボベルデ
カーボベルデ国家警備隊に所属している。

カンボジア
カンボジア海軍に所属している。

キューバ
キューバ海軍に属している。

ギリシャ

ギリシャ陸軍に属している第32海兵旅団と水陸両用奇襲大隊が海軍の支援を受けて水陸両用強襲部隊を編成し上陸戦を担っている他、海軍特殊部隊の水中爆破処分部隊も地上の施設の破壊などを行い上陸戦を支援している。

グルジア
グルジア軍の特殊部隊である特殊部隊旅団海軍特殊戦グループが両用戦任務を担っている。

クロアチア
クロアチア海軍に所属している。

コロンビア

コロンビア海軍の傘下にあり3個旅団が編成されている。
河川における両用戦任務に特化しているのが特徴。
サウジアラビア
サウジアラビア海軍に属している。

シンガポール
シンガポール海軍に所属するNDUが上陸戦を担っている。

スリランカ
スリランカ海軍に属するSBSと海軍哨戒兵が上陸戦を担っている。

朝鮮民主主義人民共和国
朝鮮人民軍の海兵隊は、朝鮮人民軍海軍に所属する海上狙撃旅団である。これ以外にも海上陸戦隊などいくつかの部隊があるとされている。

チリ
チリ海軍に所属している。

デンマーク
デンマーク海軍の特殊部隊でもあるフロッグマン中隊が上陸戦を担っている。

トルコ
トルコ海軍の水陸両用海兵旅団と水中攻撃部隊、水中防御部隊が沿岸防備・両用戦任務を担っている。

トンガ
トンガ王国軍の中の海軍に所属している。

ナイジェリア
ナイジェリア海軍の特殊舟艇部隊が両用戦任務を担っている。

ニュージーランド
ニュージーランド陸軍の特殊空挺部隊が両用戦任務を担っている。

パキスタン

パキスタン海軍に所属している。

バハマ
陸軍が存在せず、バハマ海軍内に設置された海軍コマンドが地上任務に従事する。

パラグアイ
パラグアイ海軍に所属している。

バングラデシュ
バングラデシュ海軍に所属するSWADSが上陸戦を担っている。

ブラジル
ブラジル海軍に所属している。

ブルネイ
ブルネイ陸軍の第1歩兵大隊上陸部隊が上陸戦を担っている。

ベネズエラ
ベネズエラ海軍に所属している。

ペルー
ペルー海軍に所属している。

ベルギー
ベルギー陸軍の特殊作戦群が両用戦任務を担っている。

ポーランド
ポーランド陸軍の第7海防旅団"ポメラニア"（7 Pomorska Brygada Obrony Wybrzeża）が沿岸防備・両用戦任務を担っている。

ボリビア
ボリビア海軍に所属している。

ポルトガル
ポルトガル海兵隊は、1618年設立の古い組織であり、ポルトガル海軍の管轄下にある。2個大隊を主力にし、特殊部隊として特殊活動分遣隊(DAE)を要する。

ホンジュラス
ホンジュラス海軍に所属している。大隊規模の兵力。

マレーシア
マレーシア海軍に所属するPASKALが上陸戦を担っている。

南アフリカ
南アフリカ海軍に所属している。

ミャンマー
ミャンマー海軍に所属している。

メキシコ
メキシコ海軍の傘下にある。直接には海軍の任務とは関係の無い空挺部隊や大統領警護隊も存在している。

モルディブ
モルディブ国防軍に所属しており、同軍の地上部隊を担っている。

カーボベルデ
カーボベルデ国家警備隊（地上軍）に所属し、地上部隊の主力となっている。

ルーマニア
ルーマニア海軍に属している。

レバノン
レバノン陸軍の海兵コマンド旅団が上陸戦を担っている。アメリカ海軍のシールズから訓練を受けており（陸軍所属だが）海軍特殊部隊としての側面もある。

セーシェル
セーシェル人民防衛軍傘下の沿岸警備隊に所属。人員は100人とみられ、陸軍の補佐が主な任務となっている。